# 장촌항 (옹진군)
장촌항은 인천광역시 옹진군 백령면 남포1리, 백령도 섬에 있는 어항이다. 2006년 8월 30일 어촌정주어항으로 지정되었다. 어항관리청은 옹진군수이다.

## 어항 연혁
- 2006년 6월 13일 인천광역시장이 어촌어항법 제17조 규정에 의하여 지방어항 지정을 해제하였다.[1]
- 2006년 8월 30일 옹진군에서 어촌정주어항으로 지정하였다.[2]

## 어항 구역
본 항의 어항구역은 다음과 같다.
- 수역: 장촌항 남남서쪽을 기점으로 300m, 북동쪽으로 300m지점을 순차적으로 연결하는 선 내의 공유수면(86,600m2)

## 어항 시설
- 선착장 108m, 방파제 175m

## 주요 어종
- 광어, 우럭, 꽃게, 까나리, 전복, 굴